# Golf vid olympiska sommarspelen

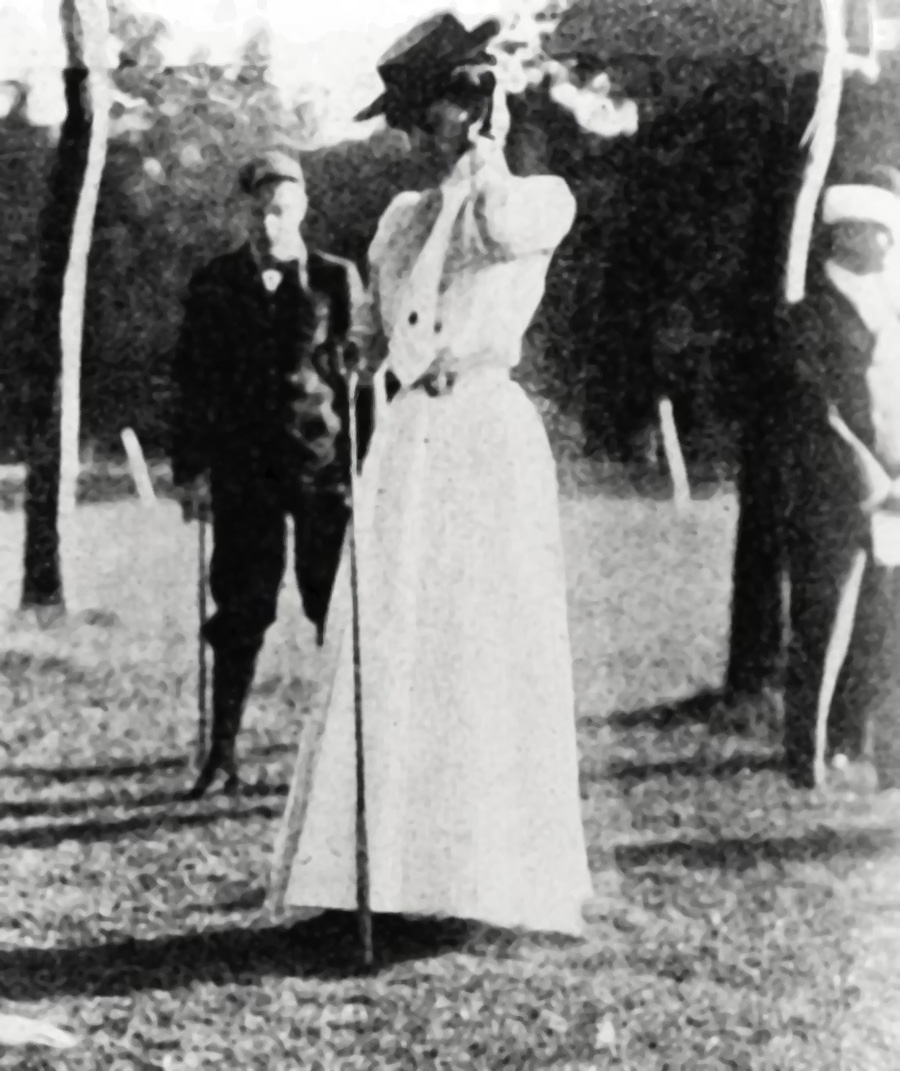
Margaret Abbott, den första kvinnliga guldmedaljören i golf, vid OS 1900.

Golf var med vid olympiska sommarspelen vid olympiska sommarspelen 1900 och 1904. Sedan olympiska sommarspelen 2016 är golfen återigen med på det olympiska programmet.

## Medaljtabell
| Pl.    | Nation           | Guld | Silver | Brons | Totalt |
| ------ | ---------------- | ---- | ------ | ----- | ------ |
| 1      | USA              | 5    | 3      | 5     | 13     |
| 2      | Storbritannien   | 1    | 1      | 1     | 3      |
| 3      | Kanada           | 1    | 0      | 0     | 1      |
| 3      | Sydkorea         | 1    | 0      | 0     | 1      |
| 5      | Nya Zeeland      | 0    | 1      | 1     | 2      |
| 6      | Japan            | 0    | 1      | 0     | 1      |
| 6      | Slovakien        | 0    | 1      | 0     | 1      |
| 6      | Sverige          | 0    | 1      | 0     | 1      |
| 9      | Kina             | 0    | 0      | 1     | 1      |
| 9      | Kinesiska Taipei | 0    | 0      | 1     | 1      |
| Totalt | Totalt           | 8    | 8      | 9     | 25     |

## Grenar
| Gren                  | 1896 | 1900 | 1904 | 1908-2012 | 2016 | 2020 | År |
| --------------------- | ---- | ---- | ---- | --------- | ---- | ---- | -- |
| Herrar (individuellt) |      | X    | X    |           | X    | X    | 4  |
| Damer (individuellt)  | X    | -    | X    | X         | 3    |      |    |
| Herrar (lag)          | -    | X    | -    | -         | 1    |      |    |
| Grenar                | 0    | 2    | 2    | 0         | 2    | 2    | 3  |
| År                    | 1896 | 1900 | 1904 | 1908-2012 | 2016 | 2020 |    |

## Deltagande nationer
| Gren           | 1896 | 1900 | 1904 | 1908-2012 | 2016 | År |
| -------------- | ---- | ---- | ---- | --------- | ---- | -- |
| Kanada         |      | -    | X    |           |      | 1  |
| Frankrike      | X    | -    |      | 1         |      |    |
| Storbritannien | X    | -    |      | 1         |      |    |
| Grekland       | X    | -    |      | 1         |      |    |
| USA            | X    | X    |      | 2         |      |    |
| Nationer       | 0    | 4    | 2    | 0         |      | 5  |
| Golfare        | 0    | 22   | 77   | 0         |      | 98 |
| År             | 1896 | 1900 | 1904 | 1908-2012 | 2016 | 2  |

## Medaljörer

### Herrar, individuellt
| Spel                            | Guld                                   | Silver                                 | Brons                                  |
| Paris 1900 Detaljer...          | Charles Sands (USA)                    | Walter Rutherford (GBR)                | David Robertson (GBR)                  |
| St. Louis 1904 Detaljer...      | George Lyon (CAN)                      | Chandler Egan (USA)                    | Burt McKinnie (USA)                    |
| St. Louis 1904 Detaljer...      | George Lyon (CAN)                      | Chandler Egan (USA)                    | Francis Newton (USA)                   |
| 1908–2012                       | Ingick inte i det olympiska programmet | Ingick inte i det olympiska programmet | Ingick inte i det olympiska programmet |
| Rio de Janeiro 2016 Detaljer... | Justin Rose (GBR)                      | Henrik Stenson (SWE)                   | Matt Kuchar (USA)                      |
| Tokyo 2020 Detaljer...          | Xander Schauffele (USA)                | Rory Sabbatini (SVK)                   | Pan Cheng-tsung (TPE)                  |

### Damer, individuellt
| Spel                            | Guld                                   | Silver                                 | Brons                                  |
| Paris 1900 Detaljer...          | Margaret Ives Abbott (USA)             | Pauline Whittier (USA)                 | Daria Pratt (USA)                      |
| 1904–2012                       | Ingick inte i det olympiska programmet | Ingick inte i det olympiska programmet | Ingick inte i det olympiska programmet |
| Rio de Janeiro 2016 Detaljer... | Inbee Park (KOR)                       | Lydia Ko (NZL)                         | Shanshan Feng (CHN)                    |
| Tokyo 2020 Detaljer...          | Nelly Korda (USA)                      | Mone Inami (JPN)                       | Lydia Ko (NZL)                         |

### Herrar, lag
| Spel                       | Guld | Silver | Brons |
| St. Louis 1904 Detaljer... | USA Robert Hunter Chandler Egan Kenneth Edwards Clement Smoot Walter Egan Daniel Sawyer Edward Cummins Mason Phelps Nathaniel Moore Warren Wood | USA Albert Lambert Stuart Stickney Burt McKinnie William Stickney Ralph McKittrick Frederick Semple Francis Newton Henry Potter John Cady John Maxwell | USA Douglass Cadwallader Allen Lard Jesse Carleton Simeon Price Harold Weber John Rahm Arthur Hussey Orus Jones Harold Fraser George Oliver |
| 1908–2024                  | Ingick inte i det olympiska programmet | Ingick inte i det olympiska programmet | Ingick inte i det olympiska programmet |